# Tenure
Tenure é um estatuto reforçado de estabilidade no emprego atribuído aos professores do ensino superior em condições fixadas nas leis ou nos contratos de trabalho.

## Em Portugal
Em Portugal a tenure foi introduzida pelo artigo 50.º da Lei n.º 62/2007, de 10 de setembro, tendo em vista garantir a autonomia pedagógica e científica das instituições de ensino superior.
O Estatuto da Carreira Docente Universitária, no n.º 1 do seu artigo 20.º, e o Estatuto da Carreira do Pessoal Docente do Ensino Superior Politécnico, no n.º 1 do seu artigo 10.º-A, estabelecem que a tenure se traduz na garantia da manutenção do posto de trabalho, na mesma categoria e carreira ainda que em instituição diferente, nomeadamente no caso de reorganização da instituição de ensino superior a que pertencem que determine a cessação das respetivas necessidades.